# ОШ „Петар Петровић Његош” Бања Лука
ОШ „Петар Петровић Његош” једна је од основних школа у Бањој Луци. Налази се на адреси Булевар војводе Степе Степановића 28, у насељу Обилићево. Име је добила по Петру Петровићу Његошу, српском православном владици црногорског и брдског и поглавару Старе Црне Горе и Брда, једном је од највећих српских песника и филозофа.

## Историјат
Објекат је изграђен 1976. за потребе основног образовања, али се исте године у објекат уселио најпре Правни факултет, па затим Медицинска школа. Тек школске 1985—86. године објекат је стављен у функцију основног образовања. Те године, у тек формирану осмогодишњу школу „Мејдан”, уписана су 993 ученика у 30 одељења. Запослена су 53 радника, од чега 40 наставника. Први директор школе је био Љубомир Кесер. Утврђено је школско подручје ограничено данашњим улицама Цара Лазара, Браце Поткоњака, Мајке Југовића и Српских устаника, реком Врбас и преузет је део ученика и наставника из тадашњих школа „Касим Хаџић” и „Есад Миџић”.
Школа је 24. априла 1986. добила име „Нико Јуринчић”, а 24. априла 1993. је преименована у ОШ „Петар Петровић Његош” и уписана у Регистар основних школа. До 2003. године је била осмогодишња, а од школске 2003—04. деветоразредна.
Пред рат, у школској 1991—92. години, имала је 1743 ученика у 53 одељења, школске 1996—97. 1457 ученика у 51 одељењу, а школске 2019—20. године 883 ученика распоређених у 35 одељења. Запослен је 71 радник, од чега 52 наставника у редовној настави и 19 ваннаставних радника. Од школске 2009—10. године школа организује и продужени боравак за хомогене групе првог и другог разреда, где раде четири запослена.
Школа има фискултурну салу и све пратеће просторије, као и спољашњи спортски терен који је изграђен у новембру 2000. године. Библиотека располаже са око 14.530 јединица књижне грађе и са око 950 јединица некњижне библиотечке грађе.

## Догађаји
Традиционално организују на школском стадиону пријатељску утакмицу између наставника предметне наставе и ученика деветог разреда који дуги низ година тренирају фудбал. Догађаји основне школе „Петар Петровић Његош”:
- Школска слава Свети Сава[4]
- Никољданска свечаност[5]
- Европски дан језика[6]
- Светски дан јабука[7]
- Светски дан бајки[8]
- Светски дан штедње[9]
- Међународни дан детета[10]
- Међународни дан читања бајки[11]
- Међународни дан књиге[12]
- Међународни дан школских библиотека[13]
- Међународни дан матерњег језика[14]
- Међународни дан борбе против насиља над женама[15]
- Међународни дан сигурног интернета[16]
- Дечија недеља[17]
- Дан људских права[15]
- Дан жена[18]
- Дани математике[19]
- Дан планете Земље[20]
- Дан борбе против мина[21]
- Дан сигурнијег интернета[22]